# 朱偕灤
高平荣和王朱偕滦（1461年—1512年2月2日），明朝韩惠王朱徵釙庶六子，一作第八子，母亲是韩氏。明朝第一代韩藩高平王。

## 生平
天顺八年（1464年）六月赐名。
成化七年（1471年）九月，明宪宗遣懷寧侯孫輔、恭順侯吳鑑、駙馬都尉楊偉、南寧伯毛文、安順伯薛珤、永順伯薛輔、伏羌伯毛銳為正使，尚寶司卿李木、工科給事中韓文、禮科給事中張謙、戶部郎中李岳、兵部郎中沈敬、刑部郎中劉恕、工部員外郎于坦為副使，持節冊封朱偕灤為高平王。
成化十三年（1477年）九月，宪宗遣保定侯梁傅、鎮遠侯顧溥、西寧侯宋愷、武安侯鄭英、駙馬都尉石璟、馬誠、富陽伯李輿、武進伯朱霖、豐潤伯曹振、崇信伯費淮為正使，尚寶司司丞沈瑜、吏科左給事中梁鏞、戶科給事中唐盛、禮科給事中王坦、兵科給事中翟瑛、刑科給事中劉吉和、工科給事中方陟、中書舍人胡恭、吏部署員外郎事主事吳珉為副使，持節冊封韓府奉祠所奉祠副平寔的女兒為高平王妃。
成化二十三年（1487年）九月，朱偕滦奏请增加每年禄米中的本色部分。明孝宗认为陝西財力正艱难，不允。
弘治十四年（1501年）七月，因朱偕滦等王所请，孝宗命韓府立石表朱偕滦刚去世的三哥韩康王朱偕灊善行。
正德七年（1512年）正月，朱偕滦去世。明武宗闻讯輟朝一日，按例賜祭葬，谥榮和。
正德十一年（1516年）十月，其嫡次子朱旭樽以高平长子受册袭封高平王。

## 评价
- 《弇山堂别集》卷074：寵祿光大，不剛不柔。